# تد شبان
تد شبان (انگلیسی: Ted Shepherd؛ زادهٔ ۶ اوت ۱۹۵۸) دانشمند در زمینه اقلیم است.
وی همچنین برندهٔ جوایزی همچون همکار انجمن سلطنتی و پی‌اچ‌دی شده‌است.